# Libythea obscurenervulata
Libythea obscurenervulata är en fjärilsart som beskrevs av Ruggero Verity 1950. Libythea obscurenervulata ingår i släktet Libythea och familjen praktfjärilar. Inga underarter finns listade i Catalogue of Life.